# جيمس هيل (كاتب)
جيمس هيل (بالإنجليزية: James Hill)‏ هو منتج أفلام وكاتب سيناريو أمريكي، ولد في 1 أغسطس 1916 في إنديانا في الولايات المتحدة، وتوفي في 11 يناير 2001 في سانتا مونيكا في الولايات المتحدة.

## وصلات خارجية
- جيمس هيل على موقع IMDb (الإنجليزية)
- جيمس هيل على موقع أول موفي (الإنجليزية)
- جيمس هيل على موقع قاعدة بيانات الفيلم (الإنجليزية)